# Alcifrone
Alcifrone (in greco antico: Ἀλκίφρων?, Alkíphrōn; fl. II secolo) è stato uno scrittore greco antico, vissuto probabilmente nel II secolo.

## Biografia
Della vita di Alcifrone non sappiamo molto, anzi è ignota persino l'epoca in cui visse. Un'ipotesi tradizionale, sostenuta ad esempio da La Croze e J. C. Wolf, proponeva una datazione tarda, nel V secolo; altri, seguendo Stephan Bergler (1715), lo hanno collocato dopo Luciano di Samosata (cui Alcifrone si ispirerebbe) e prima Aristeneto (il quale a sua volta si ispira ad Alcifrone), il che vale a dire in un periodo compreso tra la fine del II e la fine del V secolo. Altri lo ritengono vissuto addirittura prima di Luciano.
L'unica circostanza che può dare un appiglio sulla sua cronologia è la presenza nel corpus di Aristeneto di due epistole fra Luciano e Alcifrone stesso, fatto che potrebbe indicare che i due scrittori fossero contemporanei. Secondo alcuni studiosi, fra cui il Koch e il più recente Anderson, Alcifrone era originario della Siria, in base ad alcuni riferimenti a questo paese contenuti nelle sue lettere.

## Opere
Di lui restano 118 lettere, divise in quattro libri secondo la classificazione data da Schepers nel 1905, e frammenti di altre cinque, oggetto delle quali è delineare alcune tipologie di uomini, descrivendo il loro pensiero e la loro opinione su argomenti a loro familiari.
Le classi di individui scelte da Alcifrone sono i pescatori, i contadini, i parassiti e le cortigiane, che esprimono i loro sentimenti in modo elegante anche quando sono trattati argomenti scabrosi o osceni. In tal modo, i personaggi fittizi di Alcifrone si elevano rispetto ai loro corrispondenti reali, senza tuttavia eccedere nella mancanza di realismo.
Alcifrone è definito da Giovanni Tzetzes un "retore", cioè un maestro di retorica, mentre Eustazio lo definisce un atticista, cioè un persecutore di uno stile arcaizzante che si ripropone di imitare gli scrittori del V e IV secolo a.C., soprattutto storici e oratori; ma vi sono anche notevoli analogie con i Dialoghi delle cortigiane lucianei: tuttavia lo spirito in cui essi trattano i loro temi è molto differente, perché l'intento lucianeo è perlopiù dissacratorio e demistificante, mentre quello alcifroneo, partendo da personaggi sia reali che letterari, tende a modificare e reinventare i testi da cui attinge; entrambi, però, traggono ispirazione dalle stesse fonti e tentano di raggiungere con il loro stile la perfezione del dialetto attico.
L'editio princeps delle lettere di Alcifrone è quella di Aldo Manuzio (Venezia, 1499); tale edizione, tuttavia, contiene solo le lettere che nelle edizioni moderne compongono i primi due libri. Altre settantadue lettere, provenienti da manoscritti viennesi e vaticani, sono state aggiunte nel 1715 dal Bergler nella sua edizione (con note e traduzione latina) a costituirne il terzo libro. Altre due lettere e frammenti di altre cinque sono state aggiunte nell'edizione di J. A. Wagner.

## Edizioni
- In: Epistolae diversorum philosophorum, oratorum, rhetorum sex & viginti, Venetiis, apud Aldum, mense Martio 1499 (Editio princeps dei primi due libri, a cura di Marco Musuro).
- Epistolae quarum maior pars nunc primum editur, Recensuit, emendavit, versione ac notis illustravit Stephanus Bergler, Lipsiae, apud Thomam Fritsch, 1715 (Editio princeps del terzo libro).